# Micraxylia delicatula
Micraxylia delicatula är en fjärilsart som beskrevs av Emilio Berio 1939. Micraxylia delicatula ingår i släktet Micraxylia och familjen nattflyn. Inga underarter finns listade i Catalogue of Life.